# جی کیو گرگ بی
جی‌کیوگُرگِ بی (به‌انگلیسی:GQ Lupi b) نام یک سیاره فراخورشیدی است که به دور ستارهٔ جی کیو گرگ می‌گردد و در صورت فلکی گرگ است. این سیاره به گفتهٔ برخی محققان، یکی از بزرگ‌ترین سیارهٔ های شناخته‌شده‌است.

## مشخصات

### مشخصات ستاره
| ستاره      | صورت فلکی       | فاصله                   | رده‌بندی ستارگان |
| ---------- | --------------- | ----------------------- | --------------- |
| جی کیو گرگ | گرگ (صورت فلکی) | ۵۰۰سال نوری (۱۶۰ پارسک) | k               |